# 14 mars 1963
Le jeudi 14 mars 1963 est le 73e jour de l'année 1963.

## Naissances
- Agnès Callamard, activiste française pour les droits humains
- Andrew Fleming, cinéaste américain
- Anna Osmakowicz, chanteuse polonaise
- Christophe Maréchal, entraîneur français de handball
- Cinzia Colaiacomo, karatéka italienne
- Desiree Ellis, joueuse et entraîneuse sud-africaine de football
- Frank Gerrish, acteur américain
- Jean-Luc Masbou, dessinateur de bandes dessinées
- Karima Skalli, chanteuse marocaine
- Lia Bronsard, mathématicienne canadienne
- Lisbeth Berg-Hansen, politicien norvégien
- Mahiro Maeda, réalisateur et mecha-designer japonais
- Manuel Brissaud, céiste français
- Michael John Foster, personnalité politique britannique
- Mike Muir, musicien américain
- Pedro Duque, spationaute et homme politique espagnol
- Philippe Lamberts, politicien belge (Ecolo), parlementaire européen et co-président du Parti Vert Européen
- Raúl Martínez Sambulá, footballeur hondurien
- Ricardo Peláez, footballeur mexicain
- Ruth Strauss, joueuse de squash anglaise
- Tomoo Kudaka (mort le 22 septembre 1999), footballeur japonais

## Décès
- Jean Thenaers (né le 14 février 1892), homme politique flamand
- Karl-Erik Grahn (né le 5 novembre 1914), joueur de football suédois
- Yom Sang-seop (né le 30 août 1897), écrivain sud-coréen